# Remco Polman

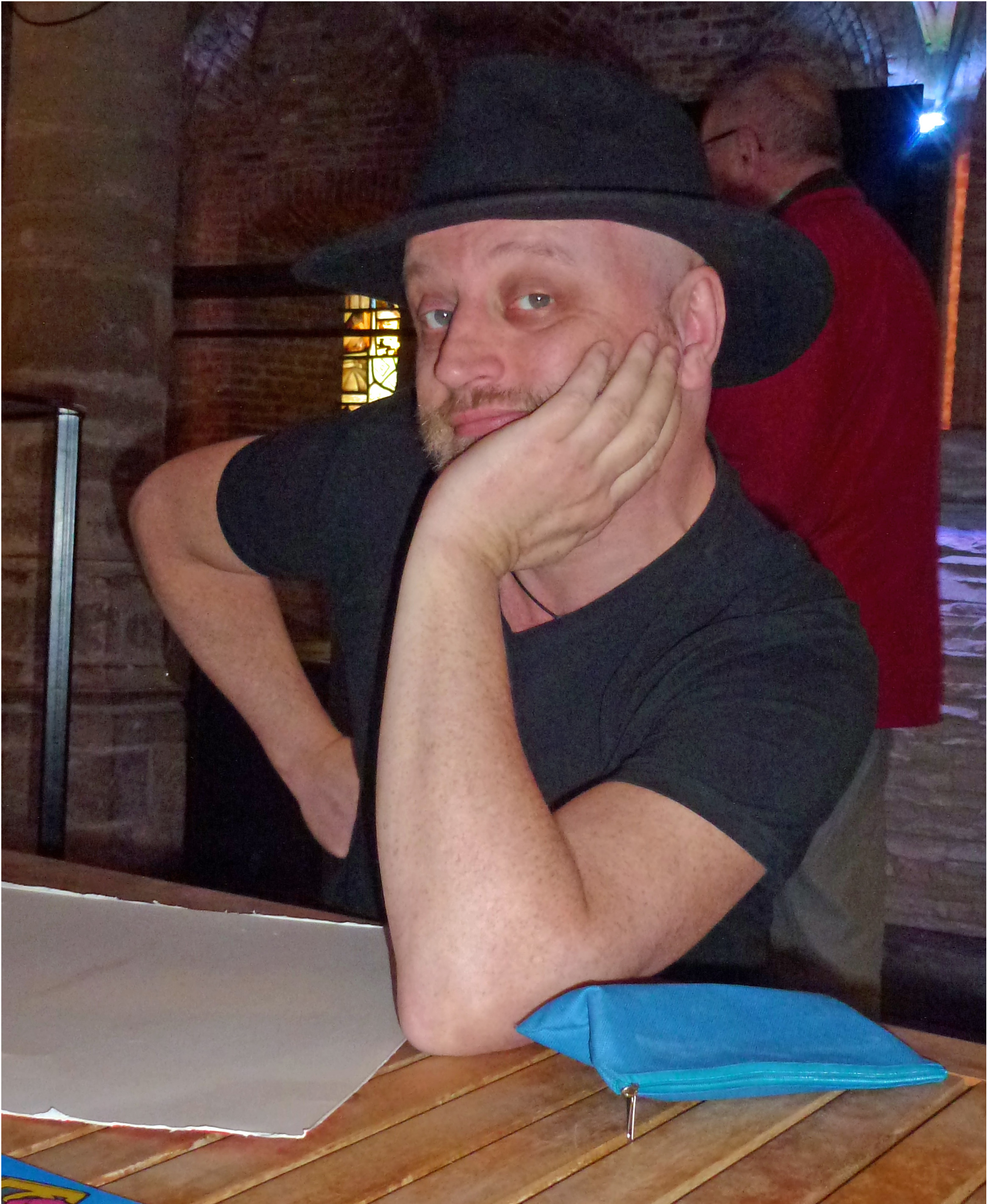
Remco Polman in 2017

Remco Lee Polman (4 oktober 1969) is een Nederlandse animator, striptekenaar en scenarist. 
Polman studeerde filosofie aan de Radboud Universiteit Nijmegen. 
Begin jaren 90 was hij een van de oprichters van het stripblad Iris en de gelijknamige tekenstudio in Nijmegen. Hij schreef scenario's voor onder andere de weekbladen Donald Duck en Sjors en Sjimmie en tekende enkele afleveringen van De Rovers van Clwyd-Rhan, op scenario van Reinder Dijkhuis. 
In 1999 was hij mede-oprichter van animatiestudio Mooves, samen met Jantiene de Kroon en Wilfred Ottenheijm.
Zijn debuutfilm Mortel (2006) was de officiële Nederlandse inzending voor de Oscars. Polman co-regisseerde ook de animatiefilms Dirkjan Heerst! (2010) en Aurora (2012). 
Van 2003 tot 2016 was Polman een van de medewerkers van Mark Retera. Hij tekende en schreef mee aan diens strip DirkJan. 
Van 2005 tot 2013 tekende Polman de strip Victor & Vera op tekst van Frank Jonker. Daarna volgden twee satirische albums van de strip Floris van Dondermonde, uitgegeven door Don Lawrence Collection: Heer Floris Steekt de Draak (2014) en Heer Floris vraagt erom (2016). Eerstgenoemd album werd in 2015 door het Stripschap uitgeroepen tot Album van het Jaar en bekroond met een Stripschappenning. 
Polmans dystopische animatiefilm Camouflage, met co-scenarist de Kroon, werd in 2021 genomineerd voor een Gouden Kalf in de categorie Korte Film.
Sinds 2022 verschenen nog de volgende delen van Floris van Dondermonde, alle in samenwerking met Ottenheijm: Meer Maliënkolder (2022), Pas op, heer Floris! (2024) en Het labyrint der 999 spiegels (2025).
Polman ontving voor zijn werk nog diverse andere prijzen.